# Bielizna erotyczna
Bielizna erotyczna – rodzaj damskiej bielizny osobistej, noszonej głównie w celu podkreślenia swojej seksualności, a także zwiększenia atrakcyjności fizycznej. Noszona bezpośrednio na ciało, nierzadko zakrywa tylko wybrane części ciała, eksponując inne. Najczęściej wykonana z koronki lub półprzeźroczystych tkanin. Poszczególne modele bielizny erotycznej różnią się od siebie poziomem erotyzmu. Nazywana jest zamiennie bielizną seksowną lub zmysłową.
W kategorii bielizna erotyczna znaleźć można
- koszulki – charakteryzują się krojem, który opina ciało i podkreśla kobiece kształty,
- babydoll – luźniejszy rodzaj koszulki o kroju litery A, zazwyczaj odcinanej pod biustem,
- body – rodzaj topu połączonego z majtkami, występuje w wersji z zamkniętym lub otwartym krokiem,
- gorsety – charakteryzują się sznurowaniem, które pozwala na dopasowanie bielizny do ciała. Wyróżniamy modele miękkie (bez fiszbin), a także usztywniane (posiadające w swojej konstrukcji fiszbiny pionowe),
- komplety – zestawienie stanika, majtek oraz opcjonalnie pasa do pończoch,
- bodystockingi – połączenie topu oraz pończoch z pasem, wykonane najczęściej z dzianiny,
- kostiumy dla dorosłych – zakładane w celu realizacji pikantnych fantazji, charakteryzujące się elementami, które urozmaicają dany strój i podnoszą poziom realności odgrywanej sytuacji,
- akcesoria – stanowią uzupełnienie bielizny erotycznej. Zaliczamy do nich m.in. opaski na oczy, maski i kajdanki.